# Cumaru

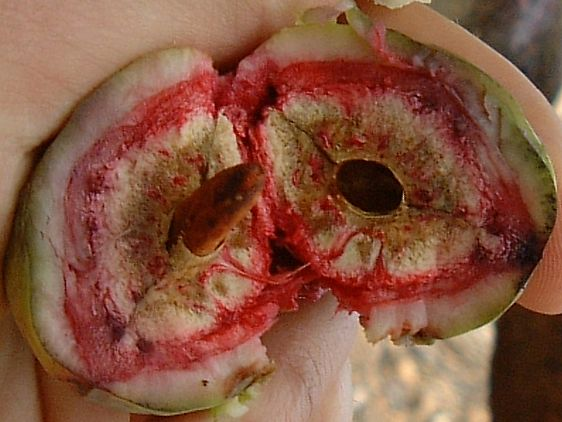
Fruto com semente

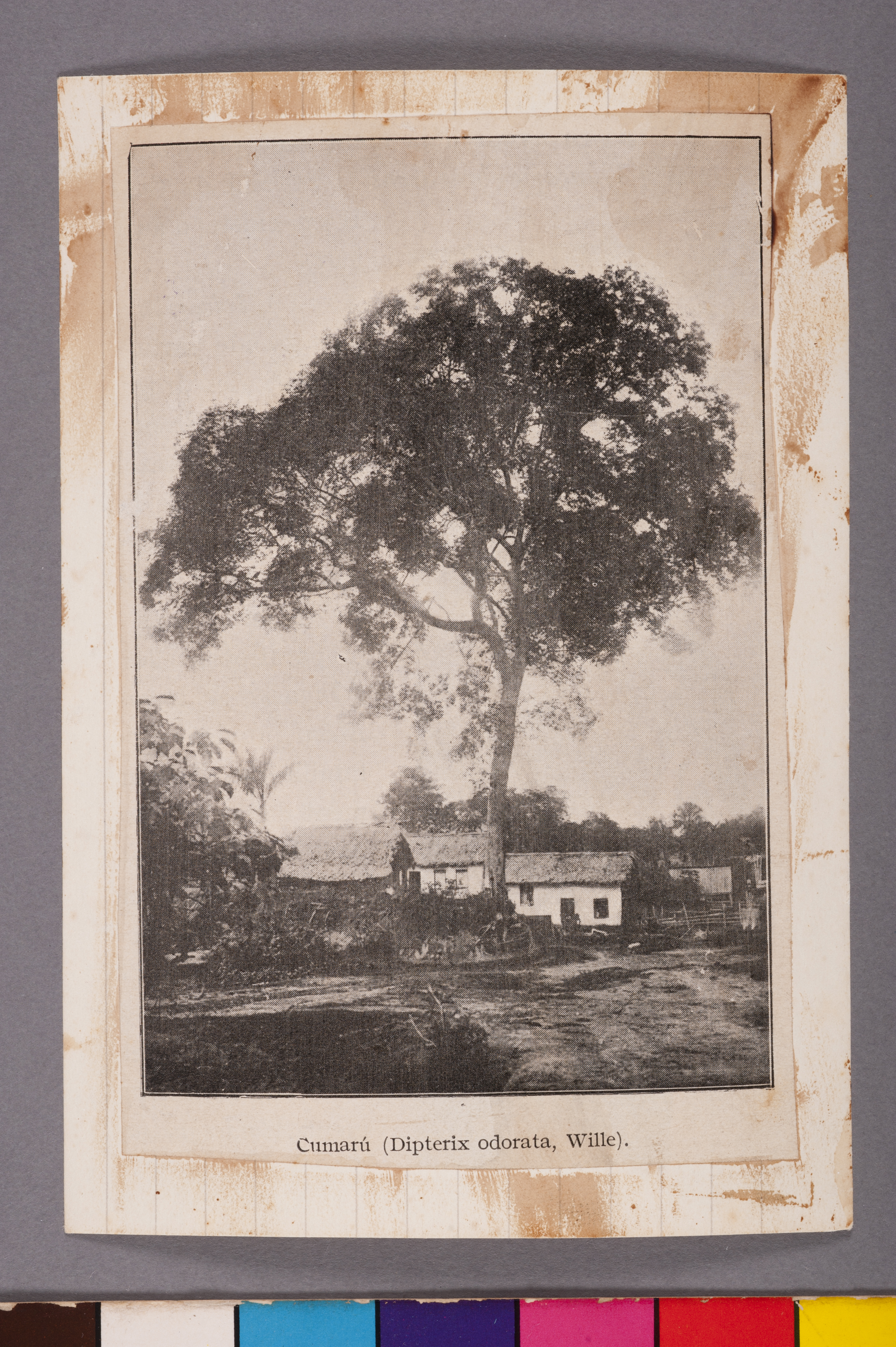
Cumarú, retratada em fotografia histórica no Museu Paulista

Dipteryx odorata, popularmente conhecido como cumaru, cumaru-ferro, cumbaru, cumburu, paru, cumaru-verdadeiro, cumaru-amarelo, cumaru-do-amazonas e curumazeiro, é uma árvore da família das leguminosas, subfamília papilionoídea.

## Etimologia
"Cumaru" e "cumbaru" provêm do tupi kumba'ru. "Paru" é proveniente também do tupi.

## Características
A árvore pode atingir 30 metros de altura. Seu fruto é uma vagem drupácea, monospérmica, com polpa fibrosa e esponjosa, comestível. A semente desse fruto, conhecida como fava-de-cumaru  ou fava tonka contém cumarina, substância dotada de vários usos medicinais e também usada em perfumaria como um sucedâneo da baunilha para aromatizar tabaco e rapé e para extração de óleo.
Seu valor comercial se dá pela utilização da sua madeira e suas sementes aromáticas.
O cumaru é nativo do Brasil, Colômbia, Guiana Francesa, Guiana, Peru, Ilhas Seychelles e Suriname.
De acordo com uma pesquisa da Universidade Federal do Pará, de resultado revelado pela Agência Pará, uma substância presente no cumaru, ao ser aplicada de forma intravenosa, induz as células-tronco, responsáveis pela produção de neurônios, a formarem novos neurônios.

## Óleo de Cumaru
O óleo extrato possui odor agradável e adocicado. Sua fragrância é uma reminiscência de baunilha, amêndoas, canela e cravo.

## Uso[1]
As sementes do cumaru são fermentadas e usadas para o tratamento de picadas de cobra, cortes na pele, contusões, tosse e reumatismo.
Na medicina herbal, o cumaru é considerado possuir propriedades antiespasmódico, cardiotônico e ações anti-asmáticas. Age também como fixadora de essências e é utilizado com o propósito na perfumaria. Outro uso possível  é na culinária para criação de doces, como brigadeiros.

## Especificação técnica do óleo virgem de cumaru
| CARACTERÍSTICA                      | UNIDADE      | APRESENTAÇÃO    |
| ----------------------------------- | ------------ | --------------- |
| Aparência (25Cº)                    | ----         | Líquido         |
| Cor                                 | ----         | Verdeado        |
| Odor                                | ----         | Característico  |
| Índice de acidez                    | mgKOH/g      | < 20,0          |
| Índice de peroxido                  | 10 meq O2/kg | < 10,0          |
| Índice de iodo                      | gI2/100g     | 55 - 70         |
| Índice de saponificação             | mgKOH/g      | 1,4608 – 1,4726 |
| Densidade                           | 25ºC g/ml    | 0,920 0,935     |
| Índice de refração (40°C)           | ----         | 190 - 220       |
| Materia insaponificável (bioativos) | %            | < 5,0           |
| Ponto de fusão                      | Cº           |                 |

### Composição dos ácidos graxos
| Ácido palmítico    | % peso | 5,0 - 7,0   |
| Ácido esteárico    | % peso | 3,0 – 5,0   |
| Ácido oléico       | % peso | 45,0 – 50,0 |
| Ácido linoleico    | % peso | 19,0 – 24,0 |
| Ácido linolénico   | % peso | < 5,5       |
| Ácido araquídico   | % peso | < 6,5       |
| Ácido behênico     | % peso | < 4,5       |
| Ácido lignocérico  | % peso | < 4,0       |
| Saturado           | %      |             |
| Insaturado         | %      |             |
| MICROBIOLOGIA      |        |             |
| Bactérias totais   | g      | <100 / g    |
| Fungos e leveduras | g      | <100 / g    |